# Johann Christian Nehring
Johann Christian Nehring (* 29. Dezember 1671 in Goldbach bei Gotha; † 29. April 1736 in Morl) war Rektor in Essen, Waisenhausinspektor in Halle, Pfarrer in Nauendorf und Morl bei Halle sowie Kirchenlieddichter.
Kirchenlied getextet:
- Sonne der Gerechtigkeit (Text: Christian David 1728 / Christian Gottlob Barth 1827 / Johann Christian Nehring 1704). Text der Strophen 3,7 als Vorlage für die Neugestaltung durch Otto Riethmüller (Evangelisches Gesangbuch 263, Gotteslob 481 (ab 2014), 644 (bis 2014), MG 492).
- GL 389 Str 3+8

## Werke
- Kurze Einleitung in die Universal-Historie, wie dieselbe kleinen Kindern beizubringen ist, in 136 einfältigen Fragen u. Antworten.  Cölln an der Spree 1698.
- Allgemeine geist- und weltliche Historie. Halle 1719.